# L'Ultime Garçonnière
Pour plus de détails, voir Fiche technique et Distribution.
L'Ultime Garçonnière (The Bed-Sitting Room) est un film de science-fiction post-apocalyptique britannique, absurde et satirique, réalisé par Richard Lester, sorti en 1969. Le film gagna le prix du jury (ex aequo) lors du Festival international du film fantastique d'Avoriaz 1976.

## Fiche technique
- Titre : L'Ultime Garçonnière
- Titre original : The Bed-Sitting Room
- Réalisation : Richard Lester
- Scénario : Richard Lester, Charles Wood et John Antrobus d'après sa pièce
- Production : Richard Lester, Oscar Lewenstein et Roy Stevens
- Musique : Ken Thorne
- Photographie : David Watkin
- Montage : John Victor-Smith
- Pays d'origine :
- Format : Couleurs - 1,66:1 - Mono
- Genre : Comédie de science-fiction satirique
- Durée : 90 minutes
- Date de sortie : 1969

## Distribution
- Rita Tushingham : Penelope
- Ralph Richardson : Lord Fortnum d'Alamein
- Peter Cook : Inspecteur
- Harry Secombe : Shelter Man
- Dudley Moore : Sergent
- Spike Milligan : Mate
- Michael Hordern : Bules Martin
- Roy Kinnear : Plastic mac
- Jimmy Edwards : Nigel
- Richard Warwick : Allan
- Ronald Fraser : The Army
- Marty Feldman : Arthur